# Cloxazolam
Cloxazolam là một dẫn xuất của benzodiazepine có đặc tính giải lo âu, an thần và chống co giật. Nó không được sử dụng rộng rãi; kể từ tháng 8 năm 2018, nó đã được bán trên thị trường Bỉ, Bồ Đào Nha, Brazil và Nhật Bản.